# Cut Hill
Cut Hill är ett berg i Storbritannien.   Det ligger i grevskapet Devon och riksdelen England, i den södra delen av landet, 290 km väster om huvudstaden London. Toppen på Cut Hill är 603 meter över havet, eller 127 meter över den omgivande terrängen. Bredden vid basen är 5,3 km.
Terrängen runt Cut Hill är huvudsakligen kuperad, men den allra närmaste omgivningen är platt.Runt Cut Hill är det ganska glesbefolkat, med 43 invånare per kvadratkilometer. Närmaste större samhälle är Okehampton, 12,4 km norr om Cut Hill. Trakten runt Cut Hill består i huvudsak av gräsmarker.